# 13.ª Avenida (Manhattan)

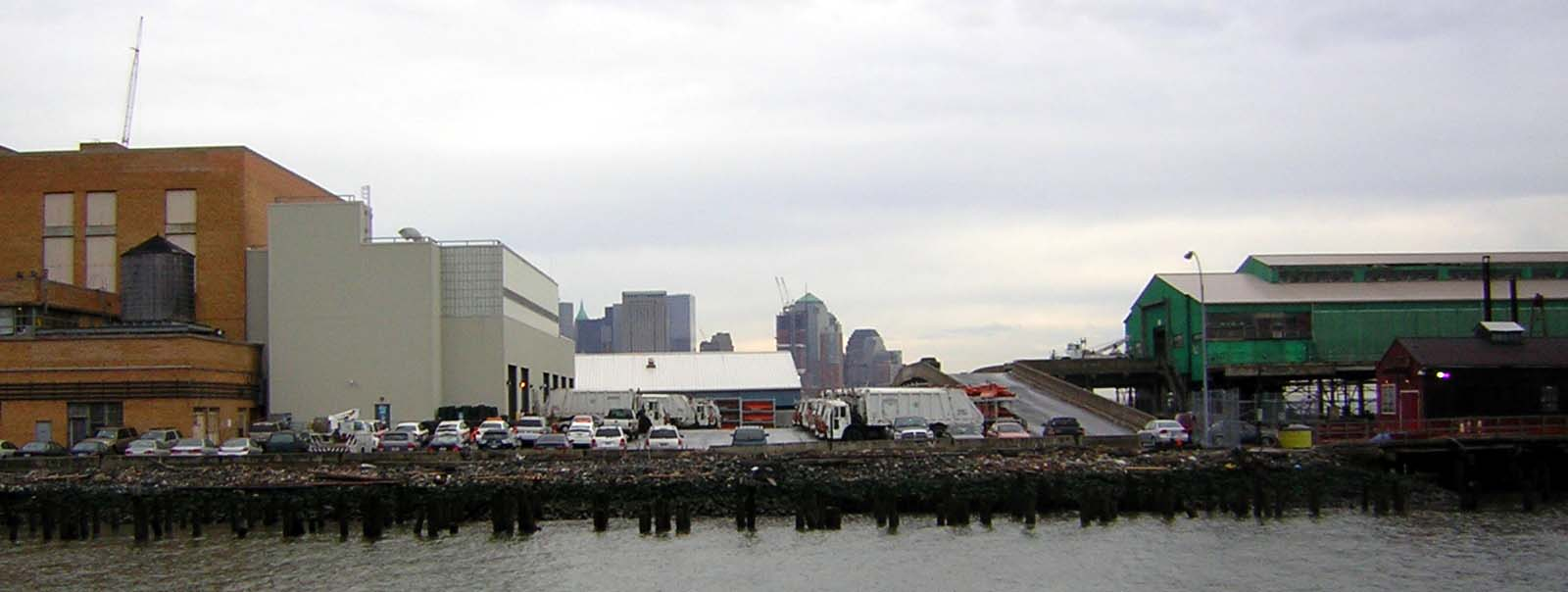
Vista de la 13 Avenida Norte.

La Decimotercera Avenida (Thirteenth Avenue en inglés) es una calle localizada en el borough de Manhattan, Nueva York, construida en tierras ganadas al mar en 1837 a lo largo del río Hudson, aunque actualmente solo una cuadra existe.

## Historia
En un mapa Bromley de 1891, es mostrada con dirección que va hacia el norte desde la Calle 11 hasta alrededor de la Calle 29, donde se convierte en la 12.ª Avenida. 
A mediados del Siglo XX, Nueva York buscaba construir muelles muy largos a lo largo del río Hudson para acomodar grandes barcos como el RMS Lusitania y el RMS Titanic.  Sin embargo, el gobierno de Estados Unidos, en la cual controlaba la bulkhead line, no permitió la construcción de muelles más largos. 
Las empresas navieras no quisieron construir muelles más largos porque en el Alto Manhattan porque ya existía infraestructura como la de la línea High y el ferry de la Calle 23 para los barcos que llegaban a Manhattan.
La Ciudad de Nueva York decidió inusualmente quitar las rieras ganadas al mar ens Calle 22 para que el Muelle de Chelsea pudiera ser construido para poder albergar cruceros lujosos.
Una pequeña sección al norte de la Calle Gansevoort, el West Washington Market, fue una excepción por lo que se convirtió en una península (Gansevoort Peninsula). La única cuadra que aún permanece de la 13.ª Avenida, detrás del Bloomfield Street Sanitation Depot a través del West Side Highway desde la Calle Gansevoort, actualmente es usada especialmente para estacionamiento para los camiones de basura de los empleados del Departamento de Sanidad de la Ciudad de Nueva York; esta sección de la avenida no tiene ninguna señal que la identifique como la 13.ª Avenida. Sin embargo ha habido propuestas para convertirla una playa de arena, o para un muelle para transferencia de basuras.